# 임학수 (목회자)
임학수(林鶴洙, 1883년 ~ ?)는 한국의 장로교 목사이다.

## 생애
경상북도 안동군 녹전면 출신이다. 본래 한학을 공부하다가 개신교에 입문하였다. 1925년 평양신학교를 졸업하고 장로교 목사가 된 뒤 경북 농촌 지역에서 일했다.
1929년에 안동교회에 부임하여 이 교회의 발전에 큰 역할을 했다. 1920년대부터 경안노회의 노회장을 맡는 등 경북노회에서 분리된 경북 북부 지역에서 명망 있는 목회자로도 활동했다. 안동교회에 재직하는 동안 중일 전쟁이 발발하면서 신사참배 강요가 심해져 어려움을 겪었고, 1939년 이 교회 목사직을 사임하고, 영양군 및 풍기군, 예천군 등지의 교회에서 일했다.
1941년 11월에 성립된 조선예수교장로회의 최지화 총회장, 전필순 부회장 체제에서 경안노회장을 맡은 것이 대표적이다. 일제 패망 당시에는 1941년에 부임한 영주 성내교회에서 근무하고 있었다.
1947년에 성내교회 목사직을 사임했다.

## 같이 보기
- 안동교회
- 성내교회

## 참고자료
- 〈목회자들〉. 《안동교회 90년사》. 안동시: 안동교회. 1999년 12월.